# Зигзаг-проєкція

Зигзаг-проєкція ізотактичного полімеру

Зигзаг-проєкція (рос. зигзаг-проекция, англ. zig-zag projection) — стереохімічна проєкція для ациклічної молекули, де головний ланцюг відображений ламаною лінією у площині, а замісники показані нижче або вище від площини.